# Sciurus deppei
Lo scoiattolo di Deppe (Sciurus deppei Peters, 1863) è una specie di scoiattolo arboricolo del genere Sciurus originaria del Centroamerica.

## Tassonomia
Attualmente, gli studiosi riconoscono cinque sottospecie di scoiattolo di Deppe:
- S. d. deppei Peters, 1863 (Messico, Veracruz);
- S. d. matagalpae J. A. Allen, 1908 (Nicaragua, Dipartimento di Matagalpa);
- S. d. miravallensis Harris, 1931 (Costa Rica nord-occidentale, Cordigliera di Guanacaste);
- S. d. negligens Nelson, 1898 (Messico, Tamaulipas);
- S. d. vivax Nelson, 1901 (Messico, Campeche; Belize).

## Descrizione
Lo scoiattolo di Deppe è una specie di piccole dimensioni: il corpo è lungo 18,1-22,5 cm, e la coda 15,5-19,7 cm; pesa 191-219 g. Le regioni superiori sono di colore marrone, variabile dal marrone-oliva scuro al marrone-rossastro; quelle inferiori sono più chiare, solitamente bianche o grigio molto chiaro. Le orecchie sono di medie dimensioni e sono prive dei ciuffi auricolari. La coda è breve, sottile, e solitamente di colore marrone scuro, con i bordi costituiti da peli dall'estremità più chiara. Alcuni esemplari presentano le zampe anteriori e i piedi di colore grigio scuro, invece che marrone.
Lo scoiattolo di Deppe si differenzia dalle altre specie di Sciuridi della regione per le piccole dimensioni, la coda breve e le orecchie di media grandezza. A differenza dello scoiattolo di Richmond (Sciurus richmondi) e di quello dalla coda rossa (Sciurus granatensis), ha la regione ventrale chiara, non arancione.

## Distribuzione e habitat
Lo scoiattolo di Deppe è diffuso dal Tamaulipas (Messico) alla Costa Rica. Si incontra dal livello del mare fino a 2800 m di quota.
Vive nelle foreste sempreverdi e in quelle semidecidue, prediligendo aree con elevata umidità e vegetazione fitta. Penetra nelle regioni agricole e può danneggiare i raccolti di mais e di altri cereali, ma scompare se le zone di foresta adiacenti vengono disturbate dalle attività umane. Sopporta benissimo modificazioni dell'habitat di una certa entità.

## Biologia
Lo scoiattolo di Deppe è diurno. Può essere avvistato mentre si riposa tranquillamente su un ramo a pochi metri di altezza, con la coda ripiegata sul dorso, o mentre si sposta con grande velocità e agilità tra gli alberi ricoperti di epifite o piante rampicanti attraverso la volta della foresta. Talvolta scende al suolo per nutrirsi o attraversare radure, ma è prevalentemente arboricolo. Si riposa all'interno delle cavità degli alberi o in nidi appositamente costruiti, fatti di foglie e posti su rami a 6–20 m dal suolo. La sua dieta comprende semi e frutta, come fichi e semi di Manilkara zapota, Brosimum alicastrum e Poulsenia armata. Mangia anche funghi, germogli e foglie. È un animale per lo più solitario, silenzioso e non appariscente, ma talvolta emette squittii e cinguettii elevati. Talvolta può essere visto mangiare in piccoli gruppi. I piccoli nascono verso la fine della stagione secca.

## Conservazione
Lo scoiattolo di Deppe è una specie molto numerosa, e non sembra essere minacciata da alcun fattore; per questo la IUCN la inserisce tra le specie a basso rischio.